# Marszewo (powiat goleniowski)
Marszewo (do 1945 niem. Marsdorf) – wieś sołecka w Polsce położona w województwie zachodniopomorskim, w powiecie goleniowskim, w gminie Goleniów, na Równinie Nowogardzkiej, otoczona polami, wzgórzami morenowymi (drumliny) oraz lasami fragmentów Puszczy Goleniowskiej, położona ok. 5 km na wschód od Goleniowa, nieopodal linii kolejowej łączącej Goleniów z Kołobrzegiem.
Zabudowa wsi pochodzi głównie z 2. połowy XIX wieku. Są to stare domy ceglane i ryglowe, często z ozdobnymi fasadami i stylizowane na dworki.

## Integralne części wsi
| SIMC       | Nazwa                | Rodzaj    |
| ---------- | -------------------- | --------- |
| nie nadano | Marszewo-Kolonia     | część wsi |
| nie nadano | Marszewo-Wybudowanie | część wsi |

## Zabudowa

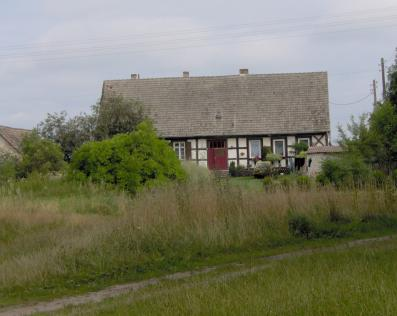
Budownictwo mieszkalne typu ryglowego w Marszewie

Pozostałe budynki są murowane i pochodzą z wieku XX. Na nawisiu znajduje się późnogotycki kościół filialny pw. Wniebowstąpienia Pańskiego, filia parafii św. Katarzyny w Goleniowie. Został on zbudowany na przełomie XV i XVI wieku. Jest to prosta świątynia salowa z ostrołukowymi oknami. Wejście od strony XIX-wiecznej drewnianej wieży dzwonnej. Kościół znajduje się na zboczu wzgórza, ok. 30 cm ponad poziomem ulicy, w centrum dawnego cmentarza. Obecnie wieś rozbudowuje się szczególnie w kierunku zachodnim i północnym. Okolice wsi to tereny leśne, polne i pagórkowate. Sołectwo graniczy z portem lotniczym. Marszewo pełni funkcje rolniczo-mieszkalne.

## Historia
Pierwsza wzmianka o Marszewie pochodzi z roku 1325, z jednego z dokumentów polokacyjnych miasta Goleniowa. Od 1534 roku (reformacja), część wsi była własnością miasta, zaś druga część Fundacji Maryjnej – Marintift ze Szczecina. Na południowy wschód od Marszewa znajdował się należący do fundacji folwark, specjalizujący się w uprawie roli i sadownictwie, zajmował on ponad 700 ha i został zniszczony po II wojnie światowej. We wsi znajdowały się zagrody chłopskie, kościół, cmentarz, kilka zakładów rzemieślniczych (ciesielskich, kowalskich, piekarskich, stolarskich). Wieś powstała na planie owalnicy, z kościołem na nawisiu. W 1872 roku zamieszkiwało tutaj ok. 390 osób.
W latach 1975–1998 miejscowość należała administracyjnie do województwa szczecińskiego.